# Грек, Исаак Григорьевич
Исаак Григорьевич Грек (2 января 1918, Минск — 1995, Москва) — советский кинооператор, режиссёр и изобретатель. Член ВКП(б) с 1942 года.

## Биография
Родился в 1918 году в Минске, Минская губерния, Российская империя.
Окончил операторский факультет ВГИК (1941). Член ВКП(б) с 1942 года. 
В годы Великой Отечественной войны - гвардии старший лейтенант административной службы, военный переводчик разведывательного отдела 16-го гвардейского стрелкового корпуса, награждён орденами и медалями.
В 1945-1985 годах - режиссёр и оператор документальных фильмов на киностудии ЦСДФ в Москве.
Умер в 1995 году в Москве.

## Фильмография

### Оператор
- 1954 — Дорога в тайге; За морским зверем
- 1960 — Рейс 967
- 1955 — 38-й октябрь; Год спустя
- 1956 — Иранская делегация — главный оператор; Высота 7546
- 1957 — Китайский кукольный театр; Венский балет на льду; У китайских друзей; Поезд дружбы
- 1959 — Встреча на ледяной арене; По дорогам Румынии
- 1961 — Рассказ об одной вахте
- 1962 — Из прошлого; Удивительное рядом; У наших друзей
- 1963 — Сельскохозяйственная выставка
- 1964 — Мы — Коломенские; Два пути
- 1965 — Ленин — создатель Красной Армии; Кинокамера обвиняет
- 1968 — Этого не было на карте; Память народа
- 1969 — Молодость
- 1970 — Это выгодно; Парад химии
- 1971 — Керамика на потоке
- 1972 — Рассказы о молоке
- 1973 — Машины для элеваторов
- 1974 — Встречный
- 1977 — Атлас Ильича
- 1978 — Союз нерушимый; Социалистическое содружество; Классовые бои
- 1979 — По СССР
- 1980 — Земля, где родился Ленин; В центре России
- 1982 — Учиться работать с первоисточником
- 1986 — Дни нашего столетия

### Режиссёр
- 1957 — У китайских друзей
- 1962 — Удивительное рядом
- 1964 — Два пути
- 1965 — Ленин — создатель Красной Армии
- 1968 — Этого не было на карте
- 1972 — Рассказы о молоке; Парад сельскохозяйственных машин
- 1975 — Плюс качество; Дружба навеки
- 1979 — Наука людям; По СССР
- 1980 — В центре России
- 1981 — Целебный край
- 1982 — Университет миллионов; Учиться работать с первоисточником
- 1983 — Пропагандист и соревнование
- 1984 — Живые истоки ленинизма
- 1986 — Дни нашего столетия